# Quảng Trạch
Quảng Trạch là một huyện nằm ở phía bắc tỉnh Quảng Bình, Việt Nam.

## Địa lý
Huyện Quảng Trạch nằm ở phía bắc tỉnh Quảng Bình, có vị trí giới hạn:
- Phía bắc giáp thị xã Kỳ Anh và huyện Kỳ Anh, tỉnh Hà Tĩnh
- Phía nam giáp thị xã Ba Đồn
- Phía tây giáp huyện Tuyên Hóa
- Phía đông giáp Biển Đông.

Huyện Quảng Trạch có diện tích 448 km², dân số năm 2019 là 110.380 người, mật độ dân số đạt 246 người/km².
Với địa thế trải dài từ 17°42' đến 17°59' vĩ độ bắc và 106°15' đến 106°59' kinh độ đông. Quảng Trạch có sông Gianh nổi tiếng trong lịch sử thời Trịnh-Nguyễn phân tranh và sông Ròn đổ ra Biển Đông.
Huyện có chiều dài bờ biển khoảng 35 km với môi trường sạch đẹp dọc theo các xã Quảng Đông, Cảnh Dương, Quảng Phú, Quảng Xuân. Đường Quốc lộ 1 chạy từ Đèo Ngang đến sông Gianh dài 34 km.
Huyện có bãi biển Quảng Phú đẹp nổi tiếng. Biển xã Cảnh Dương dồi dào tôm cá theo nghề ngư nghiệp đã hàng trăm năm. Xã Quảng Đông là nơi có khu du lịch sinh thái Vũng Chùa, Đảo Yến. Bên cạnh đó còn là một khu phát triển Công nghiệp hiện đại, giao thông đường bộ, đường thủy tiện lợi với Cảng La đang được xây dựng.
Đây cũng là địa phương có dự án Đường cao tốc Vũng Áng – Bùng đi qua đang được xây dựng.
Huyện có 51,4% dân số theo đạo Thiên Chúa.

## Hành chính
Huyện Quảng Trạch có 17 đơn vị hành chính cấp xã trực thuộc, bao gồm 16 xã: Cảnh Dương, Liên Trường, Phù Cảnh, Quảng Châu, Quảng Đông, Quảng Hợp, Quảng Hưng, Quảng Kim, Quảng Lưu, Quảng Phú, Quảng Phương (huyện lỵ), Quảng Tiến, Quảng Tùng, Quảng Thạch, Quảng Thanh và Quảng Xuân.

## Lịch sử
Sau năm 1975, huyện Quảng Trạch thuộc tỉnh Bình Trị Thiên, bao gồm thị trấn Ba Đồn và 30 xã: Cảnh Dương, Quảng Châu, Quảng Đông, Quảng Hải, Quảng Hòa, Quảng Hợp, Quảng Hưng, Quảng Kim, Quảng Liên, Quảng Lộc, Quảng Long, Quảng Lưu, Quảng Minh, Quảng Phong, Quảng Phú, Quảng Phúc, Quảng Phương, Quảng Sơn, Quảng Tân, Quảng Thạch, Quảng Thanh, Quảng Thọ, Quảng Thuận, Quảng Thủy, Quảng Tiên, Quảng Trung, Quảng Trường, Quảng Tùng, Quảng Văn, Quảng Xuân.
Ngày 23 tháng 2 năm 1977, thành lập xã Quảng Tiến.
Ngày 11 tháng 3 năm 1977, chuyển 9 xã: Văn Hóa, Phù Hóa, Cảnh Hóa, Tiến Hóa, Mai Hóa, Châu Hóa, Ngư Hóa, Cao Hóa và Quảng Hóa thuộc huyện Tuyên Hóa về huyện Quảng Trạch quản lý.
Ngày 30 tháng 6 năm 1989, huyện Quảng Trạch thuộc tỉnh Quảng Bình vừa được tái lập, bao gồm thị trấn Ba Đồn và 33 xã: Cảnh Dương, Cảnh Hóa, Phù Hóa, Quảng Châu, Quảng Đông, Quảng Hải, Quảng Hòa, Quảng Hợp, Quảng Hưng, Quảng Kim, Quảng Liên, Quảng Lộc, Quảng Long, Quảng Lưu, Quảng Minh, Quảng Phong, Quảng Phú, Quảng Phúc, Quảng Phương, Quảng Sơn, Quảng Tân, Quảng Thạch, Quảng Thanh, Quảng Thọ, Quảng Thuận, Quảng Thủy, Quảng Tiên, Quảng Tiến, Quảng Trung, Quảng Trường, Quảng Tùng, Quảng Văn, Quảng Xuân.
Ngày 20 tháng 12 năm 2013, tách thị trấn Ba Đồn và 15 xã: Quảng Hải, Quảng Hòa, Quảng Lộc, Quảng Long, Quảng Minh, Quảng Phong, Quảng Phúc, Quảng Sơn, Quảng Tân, Quảng Thọ, Quảng Thuận, Quảng Thủy, Quảng Tiên, Quảng Trung, Quảng Văn để thành lập thị xã Ba Đồn.
Huyện Quảng Trạch còn lại 18 xã, huyện lỵ dời về xã Quảng Phương.
Ngày 1 tháng 2 năm 2020, sáp nhập xã Quảng Liên và xã Quảng Trường thành xã Liên Trường.
Ngày 1 tháng 12 năm 2024, sáp nhập xã Phù Hóa và xá Cảnh Hóa thành xã Phù Cảnh.
Huyện Quảng Trạch có 16 xã như hiện nay.

## Kinh tế
Huyện Quảng Trạch có khu kinh tế Hòn La, một khu kinh tế với nhiều ưu đãi đầu tư và thương mại, trung tâm điện lực với công suất 2400 MW do Tập đoàn Dầu khí Việt Nam làm chủ đầu tư. Huyện này cũng có cảng Hòn La, giai đoạn 1 đã hoàn thành, giai đoạn 2 đang được xây dựng, có thể đón tàu 10.000 tấn, tổng công suất 10-12 triệu tấn hàng mỗi năm .

## Danh nhân
- Đoàn Chí Tuân, Hoàng Đế Hậu Nhà Nguyễn, Hoàng Đế Long Đức.
- Nhạc sĩ Nguyên Nhung, tác giả các ca khúc nổi tiếng: "Bài ca bên cánh võng", "Chim yến bay", "Cô dân quân làng Đỏ", "Chiếc đàn môi", "Từ trên đỉnh núi"....